# Hit List - Il primo della lista
Hit List - Il primo della lista (Hit List) è un film statunitense del 1989 diretto da William Lustig.

## Trama
Jack Collins rientra a casa e trova la moglie svenuta. Il figlio è stato rapito da un killer della mafia, che l'ha scambiato per un testimone importante nel processo contro il gangster Vincent Luca. La polizia vuol sfruttare l'errore a suo favore e far credere a Luca di aver rapito la persona giusta: per questo mette Collins in prigione. Ma Jack riesce a fuggire.